# أتسوجيوي
أتسوجيوي Atsugewi هم سكان أصليون بأمريكا في ما يعرف بشمال شرق كاليفورنيا. تقع أراضيهم قرب جبل شاستا عند وادي نهر بيت. يعيشون في تجمعات صغيرة من غير أي سلطة سياسية مركزية، ويتكلمون اللغة البالاينيانية.